# Aloys Christ
Aloys Christ CSsR (* 3. Oktober 1910 in Wadgassen; † 21. März 1998 in Hennef) war ein deutscher römisch-katholischer Geistlicher und Provinzial der Kölner Ordensprovinz der Redemptoristen.

## Leben

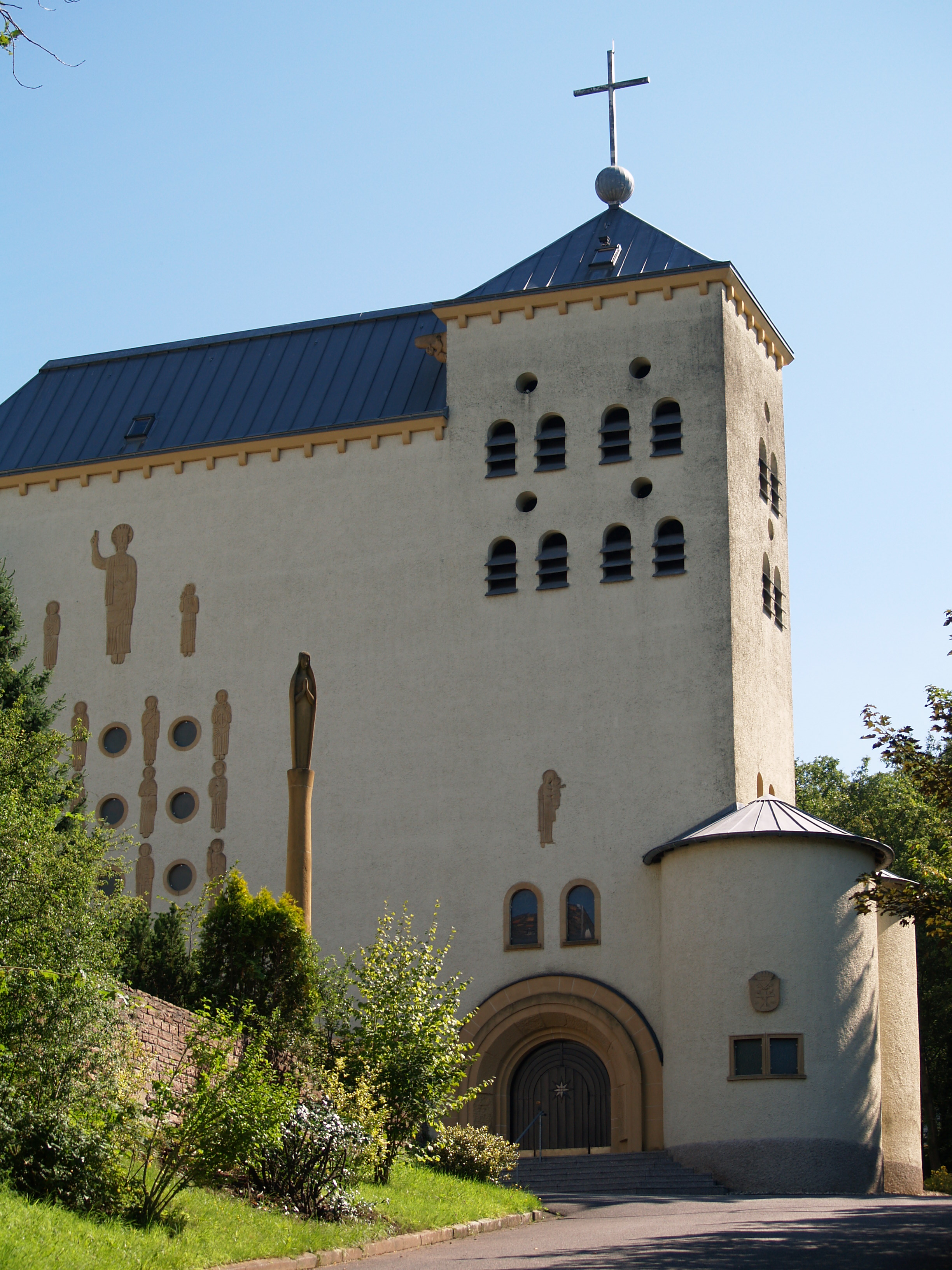
Kloster Heiligenborn, Wirkungsstätte des Redemptoristenpaters Aloys Christ

Aloys Christ wurde als Sohn der Kaufleute Aloys Christ und seiner Ehefrau Viktoria Gerner, die in Wadgassen ein Gast- und Kaufhaus betrieben, geboren.
Am 6. April 1929 legte er bei den Redemptoristen seine Ordensprofess ab und empfing am 5. April 1934 die Priesterweihe. In seiner Heimatstadt wurde seine Primiz mit einem Fest gefeiert. In den Jahren von 1950 bis 1967 war er Superior in den Ordenshäusern in Köln, Bonn, Aachen und Frankfurt.
Von 1969 bis 1978 war Christ Provinzial der Kölner Ordensprovinz der Redemptoristen. Das Redemptoristenkloster Heiligenborn, im Saarland gelegen, gehört wie die im Erzbistum Köln gelegenen Ordenshäuser zur Kölner Ordensprovinz. In Heiligenborn  hat Christ maßgeblich an der Neugestaltung der Klosterkirche mitgewirkt.
Er wurde auf dem Klosterfriedhof des Klosters Geistingen bestattet.